# Häxprocessen i Bollnäs
Häxprocessen i Bollnäs ägde rum i Bollnäs under det stora oväsendet i Hälsingland mellan 1672 och 1673. Den resulterade i att fyrtio personer ställdes inför rätta för trolldom, av vilka tio avrättades år 1673. Häxprocessen i Bollnäs var föremål för en stor debatt om utformandet av häxprocesser av trolldomskommissionens ledamöter. 
Det stora oväsendet spred sig våren 1671 från Dalarna till Hälsingland. Den första häxprocessen i Hälsingland ägde rum i Ovanåker. I oktober utsågs en trolldomskommission för Hälsingland. Kommissionen besökte först Ovanåker, och fortsatte sedan till Bollnäs. 
Bollnäs var den andra ort i Hälsingland där det stora oväsendet ägde rum. 40 personer ställdes inför rätt, anklagade av barn för att ha fört dem till häxsabbat med Djävulen i Blåkulla. 
Under kommissionens rannsakning i Bollnäs uppträdde en konflikt bland ledamöterna och flera frågor diskuterades. Tillförlitligheten av barn som vittnen ifrågasattes i Bollnäs, liksom deras beskrivningar av livet i Blåkulla. Bland annat framhävdes motsägelsefullheten i barnens beskrivningar av änglar i Blåkulla. 
Kommissionens ordförande Gustaf Rosenhane utverkade av kungen själv principen att endast en minoritet av de åtalade: de som erkänt och kunde betraktas som ursprunget till trolldomen i trakten, skulle avrättas. Denna princip använde han sedan till att kraftigt minska antalet dödsdomar i den följande häxprocessen i Järvsö. 
Trolldomskommissionen dömde tio av de anklagade personerna i Bollnäs till döden.